# 安部飛翔
安部 飛翔（あべ ひしょう、1982年4月4日 - ）は、日本のライトノベル作家。

## 人物・経歴
北海道出身。2011年1月から、Web小説投稿サイト「小説家になろう」上に発表したRPGファンタジー「シーカ―」によって人気を得、同年8月にアルファポリスから『シーカ―』単行本が出版されデビューした。『シーカ―』シリーズは翻訳され、台湾でも出版されている。

## 作品リスト

### アルファポリス

#### 単行本
- シーカー (2011年8月、イラスト：芳住和之)
- シーカ― 2 (2011年12月、イラスト：芳住和之)
- シーカ― 3 (2012年3月、イラスト：芳住和之)
- シーカ― 4 (2012年12月、イラスト：ひと和)
- シーカ― 5 (2013年4月、イラスト：ひと和)
- シーカ― 6 (2013年8月、イラスト：ひと和)
- シーカ― 7 (2013年12月、イラスト：ひと和)
- シーカ― 8 (2014年10月、イラスト：ひと和)

#### 文庫本
イラストは芳住和之が担当。
- シーカー〈1〉 (2014年7月、アルファライト文庫)
- シーカー〈2〉 (2014年9月、アルファライト文庫)
- シーカー〈3〉 (2014年11月、アルファライト文庫)
- シーカー〈4〉 (2015年1月、アルファライト文庫)
- シーカー〈5〉 (2015年4月、アルファライト文庫)
- シーカー〈6〉 (2015年7月、アルファライト文庫)

### 朝日新聞出版
- アブソリュート・スローター (ソフトカバー、2014年3月、イラスト：saitom)